# Vo'
Vo' (chiamato anche Vo' Euganeo e Vò) è un comune italiano di 3 245 abitanti della provincia di Padova in Veneto, posto sul versante ovest dei Colli Euganei.
Insieme a Ne (GE) e Re (VB), è il comune italiano con il nome più corto. I suoi abitanti si chiamano Vadensi.

## Geografia fisica

### Territorio
Il comune di Vo' fa parte del Parco Regionale dei Colli Euganei, e comprende nel suo territorio, insieme ai comuni di Teolo, Cinto Euganeo e Galzignano, il Monte Venda, che con i suoi 603 m è il più alto del comprensorio collinare. Il terreno è molto ferroso.

## Origini del nome

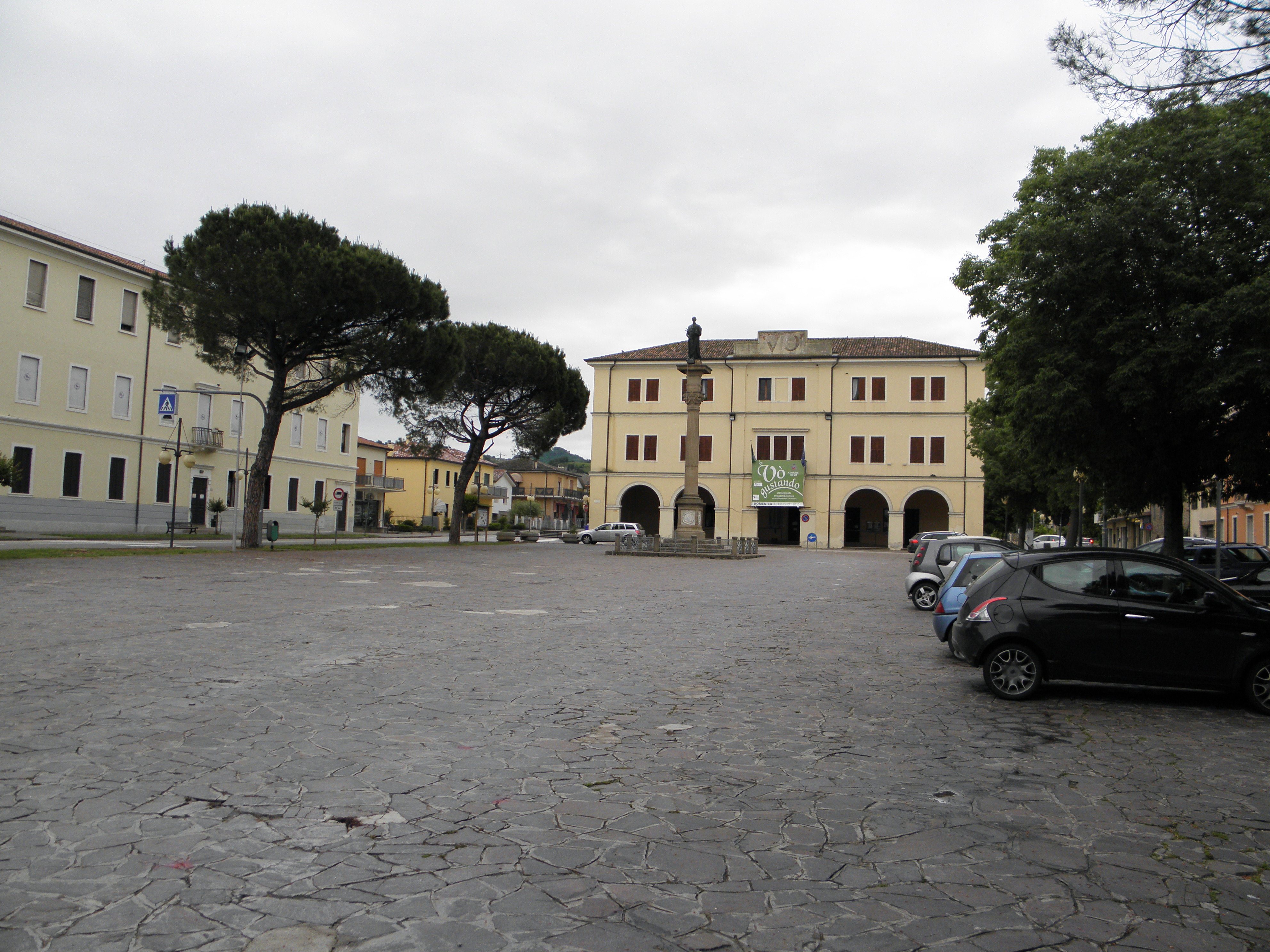
Piazza Liberazione con il monumento ai caduti e Ca' Erizzo, sede municipale

Il nome del paese deriva dal latino vadum, "guado" (ma anche "palude, bassifondi"), attraverso la forma vao. Prima della disastrosa rotta della Cucca del 589, infatti, la zona era bagnata da un ramo del fiume Adige il quale, biforcandosi poco più a monte di Este, lambiva l'intera catena dei colli Euganei prima di riunirsi presso l'odierna Bovolenta. In antico, l’abitato era chiamato Vicus Euganeus, ossia "villaggio euganeo".

## Storia
Nel Medioevo fu luogo di origine della famiglia da Vo', che vi possedeva un castello. Un altro fortilizio, proprietà dei Maltraversi, si trovava a Boccon in località Castellaro. Seguì le sorti di Padova passando, all'inizio del XV secolo, alla Serenissima. Nel Seicento la famiglia Contarini fece erigere la villa su cui si basò l'impianto urbanistico dell'attuale Vo' Vecchio.
Come tutto il Veneto, nell'Ottocento vide l'alternarsi dei governi francese e austriaco sino a diventare parte del Regno d'Italia nel 1866. Nel 1902 il municipio venne insediato nella Ca' Erizzo, in posizione più centrale; in seguito a questo evento si formò l'odierna Vo', mentre la precedente sede comunale venne ribattezzata Vo' Vecchio.
Vo’ Vecchio è tristemente famosa per aver ospitato, nella Villa Contarini Giovanelli Venier, dal 3 dicembre 1943 alla metà di luglio del 1944, uno dei campi di concentramento della Repubblica Sociale Italiana per gli ebrei del padovano e del rodigino, che furono poi deportati ad Auschwitz. Nel campo di concentramento di Vo' Vecchio erano internate, al momento della deportazione, 47 persone, ma si raggiunsero punte anche di 60-70.
A febbraio 2020 fu uno dei primi focolai della pandemia di COVID-19 in Italia. Uno studio sulla popolazione del Comune, condotto da Andrea Crisanti, professore di microbiologia dell'Università di Padova, evidenziò la possibilità di trasmissione del SARS-CoV-2 da parte di persone contagiate, ma asintomatiche

### Simboli
Lo stemma comunale e il gonfalone sono stati concessi con decreto del presidente della Repubblica del 27 aprile 1994.
Il gonfalone è un drappo di bianco.

## Monumenti e luoghi d'interesse

### Architetture religiose
- Chiesa di Santa Maria Ausiliatrice, nell'abitato di Vo'
- Chiesa della Natività della Beata Vergine Maria, nella frazione Boccon
- Chiesa di San Lorenzo, in località Vo' Vecchio (XVII secolo)
- Chiesa di San Giuseppe, nella frazione Zovon (XVIII secolo)
- Chiesa di San Nazario, nella frazione Cortelà (XV secolo)

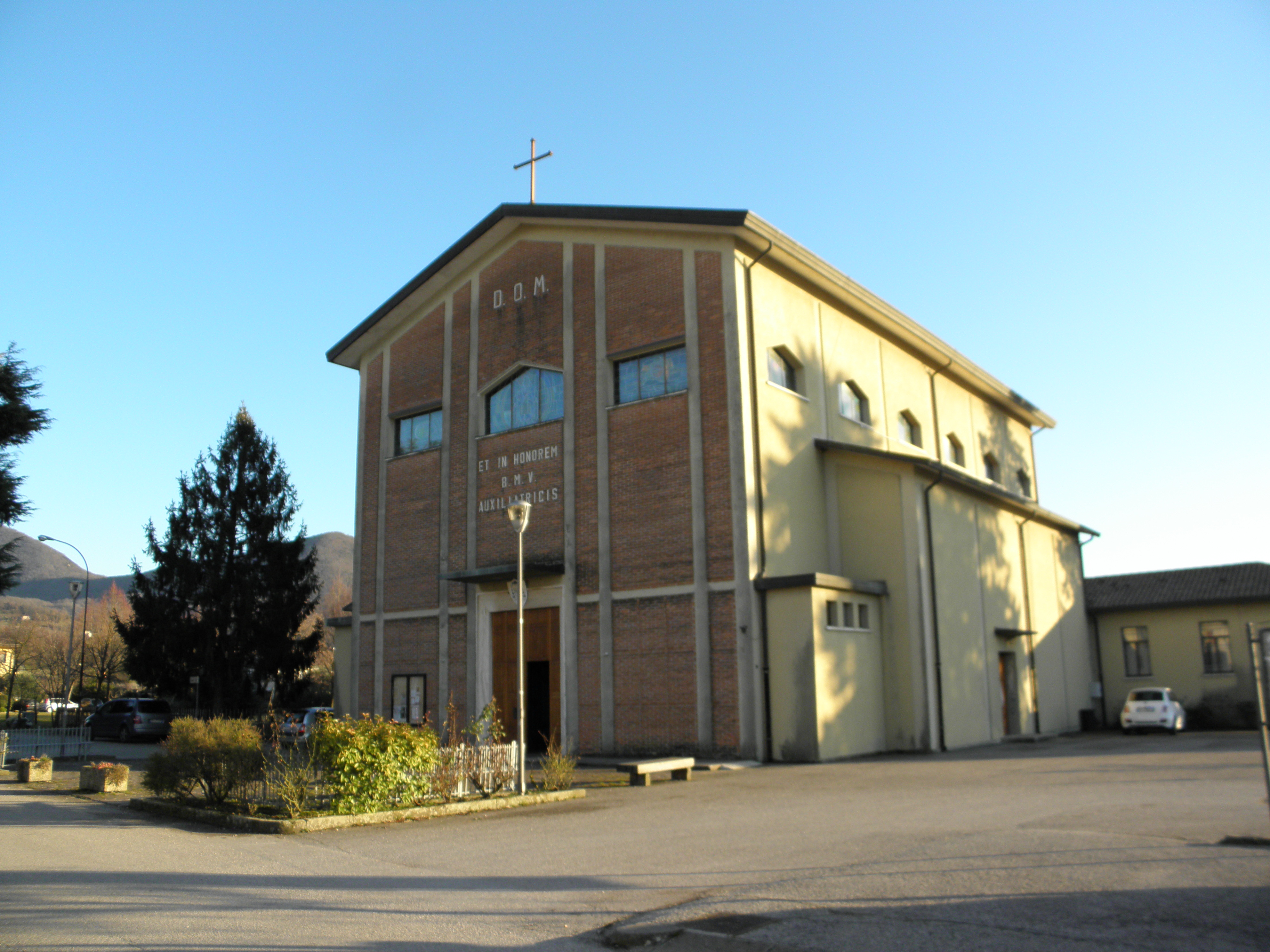
Chiesa di Santa Maria Ausiliatrice (Vo')
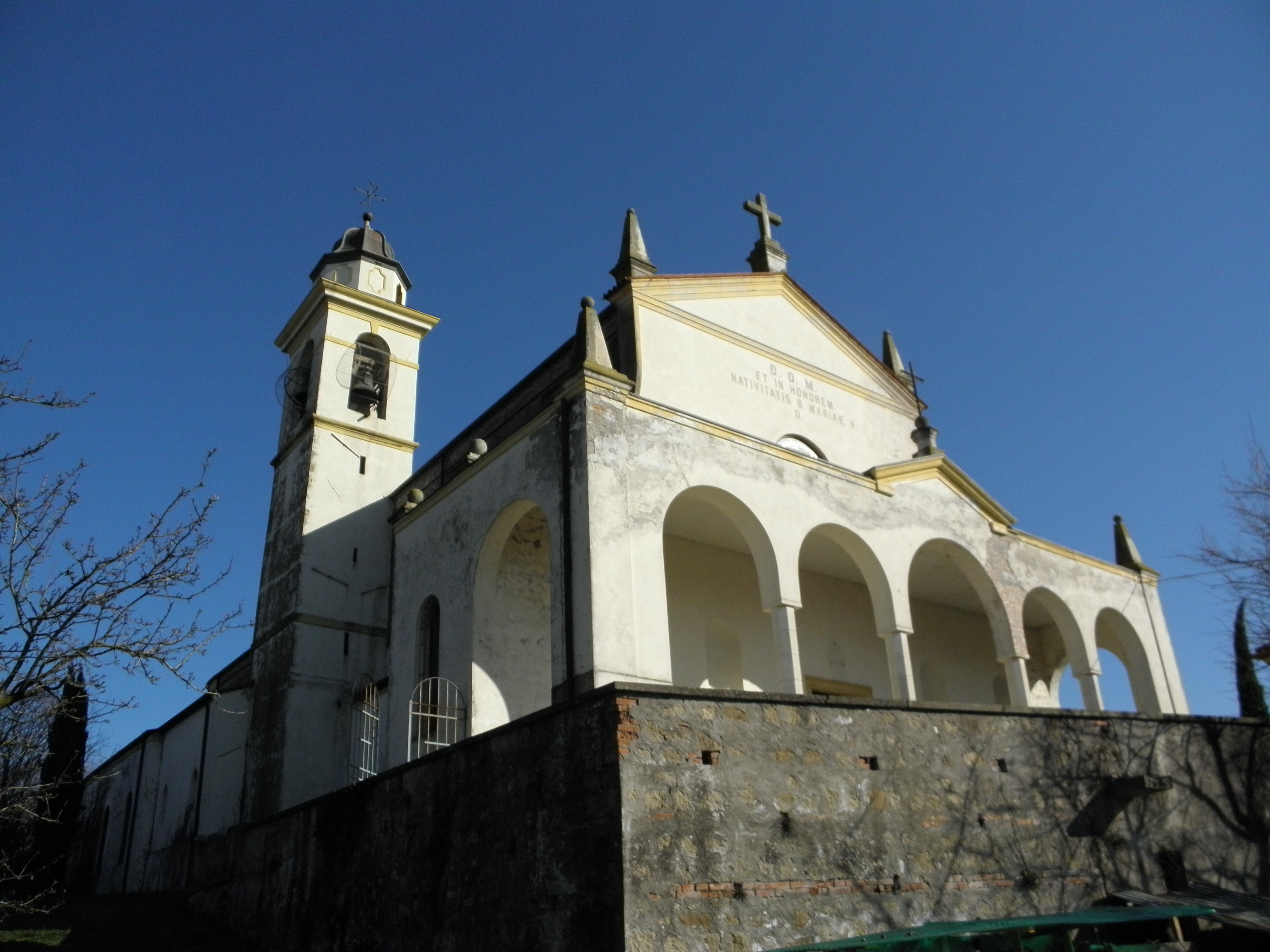
Chiesa della Natività della Beata Vergine Maria (Boccon, Vo')
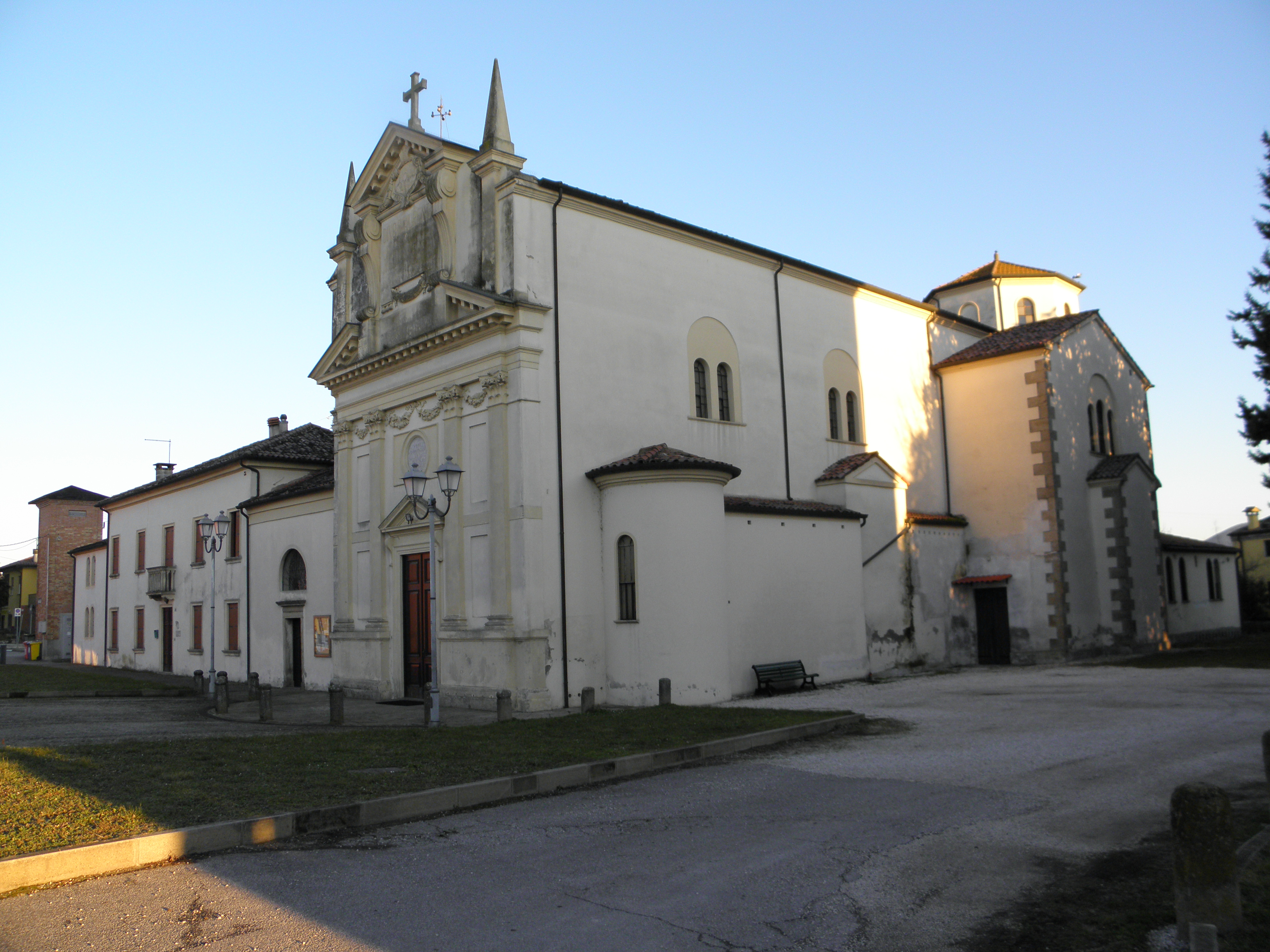
Chiesa di San Lorenzo (Vo' Vecchio, Vo')
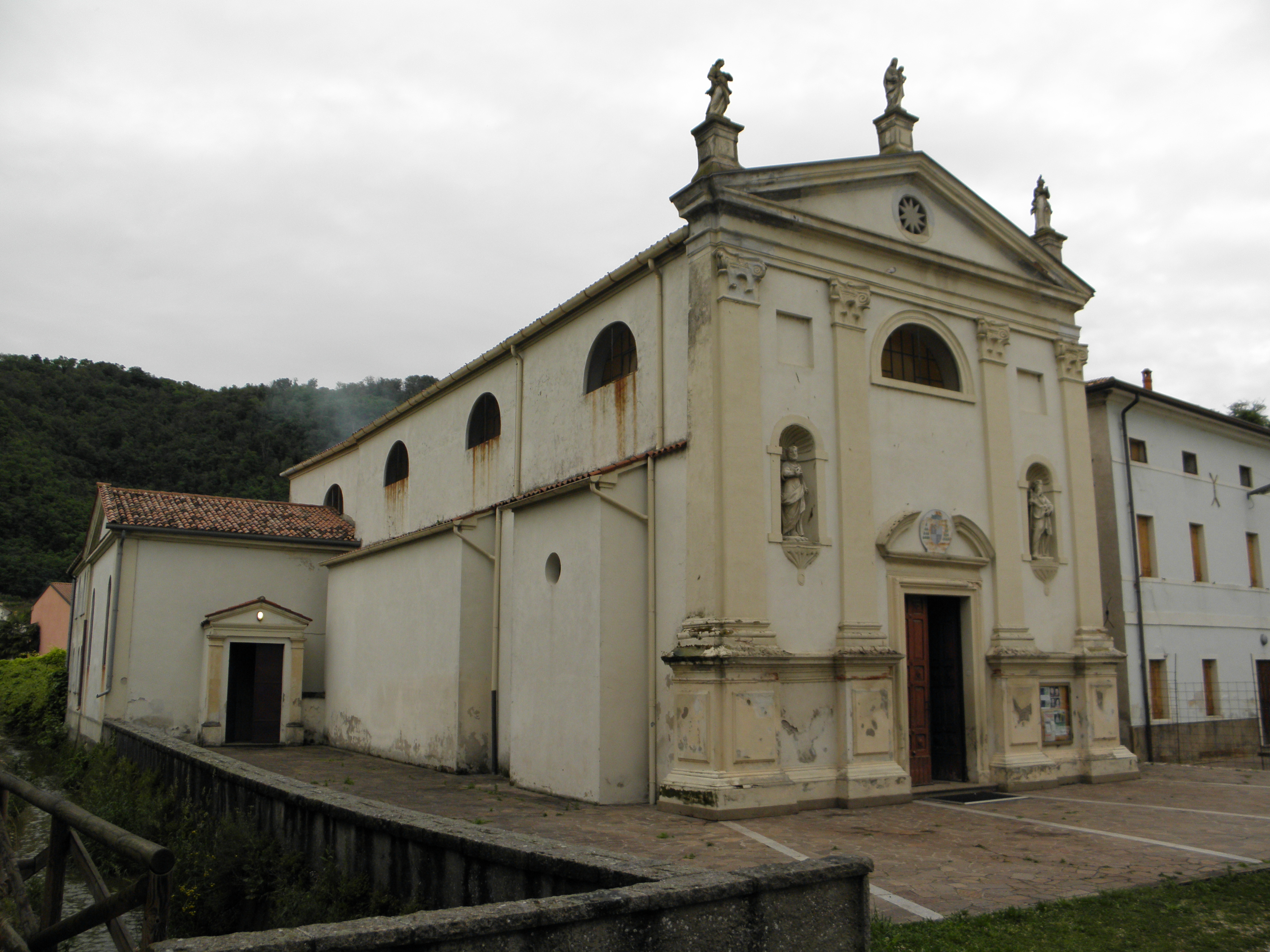
Chiesa di San Giuseppe, già San Felice (Zovon, Vo')
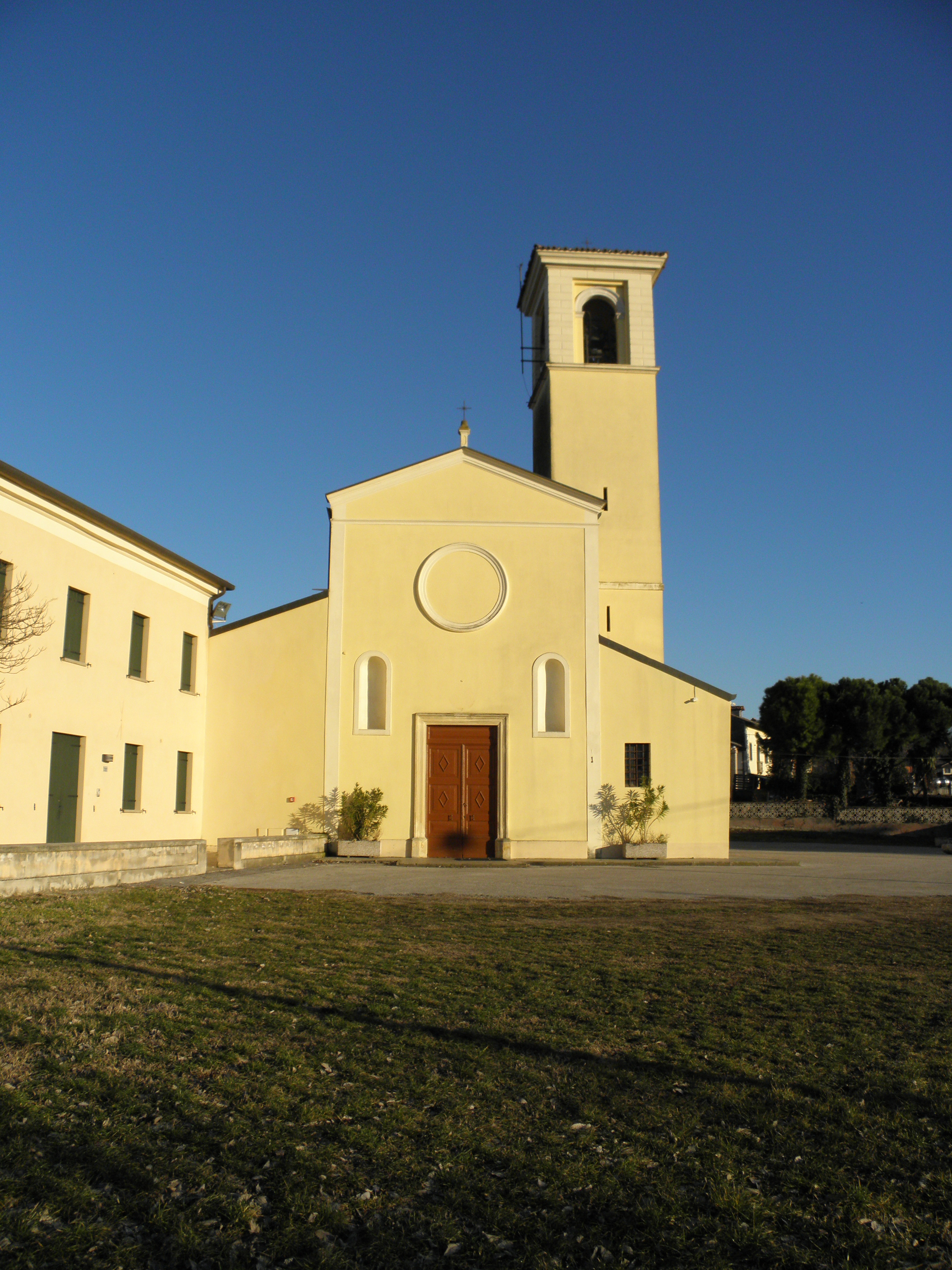
Chiesa di San Nazario (Cortelà, Vo')

### Architetture civili
- Ca' Erizzo, sede dell'amministrazione comunale di Vo'
- Villa Contarini Giovanelli Venier in località Vo' Vecchio

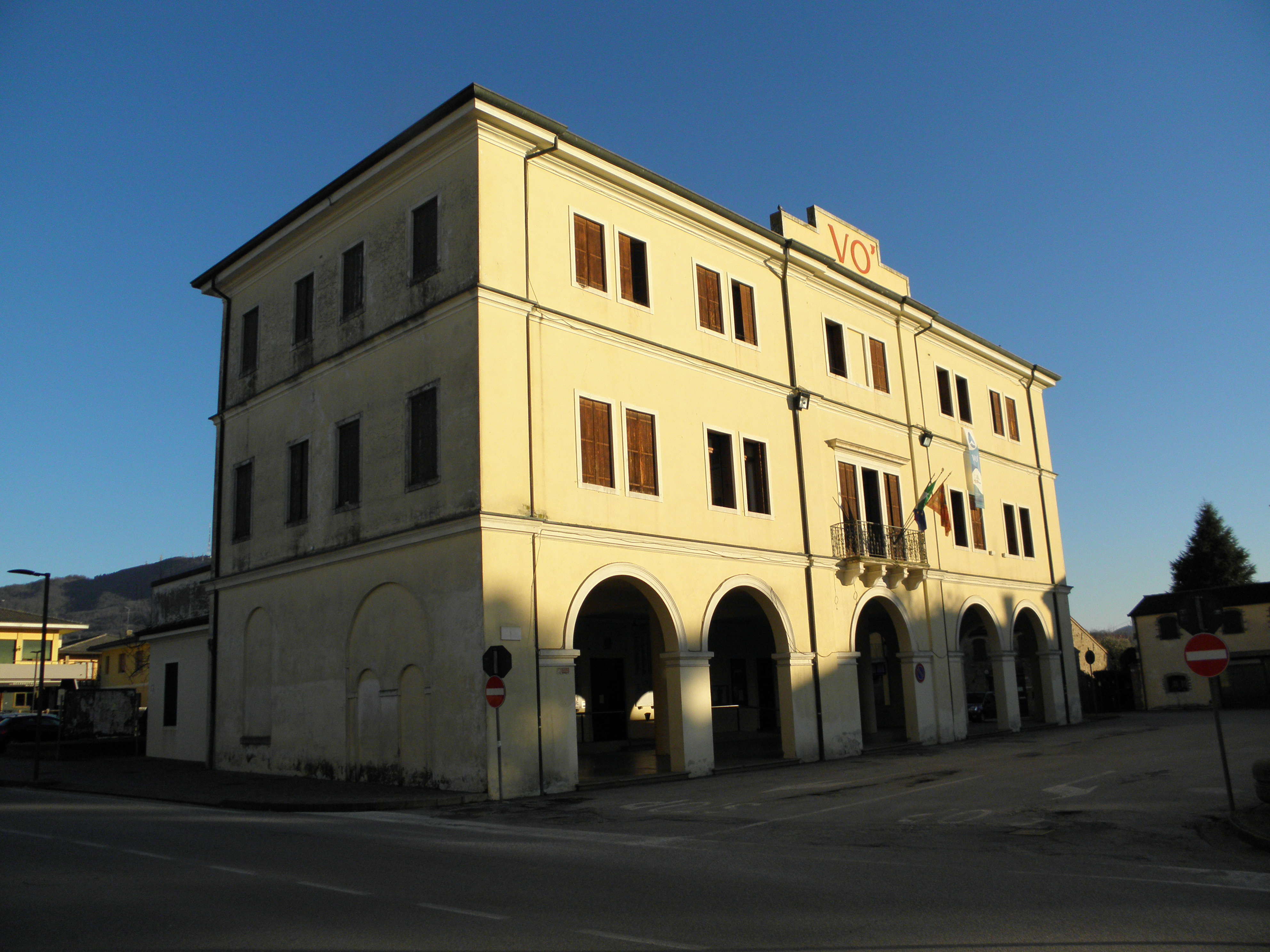
Ca' Erizzo (Vo')
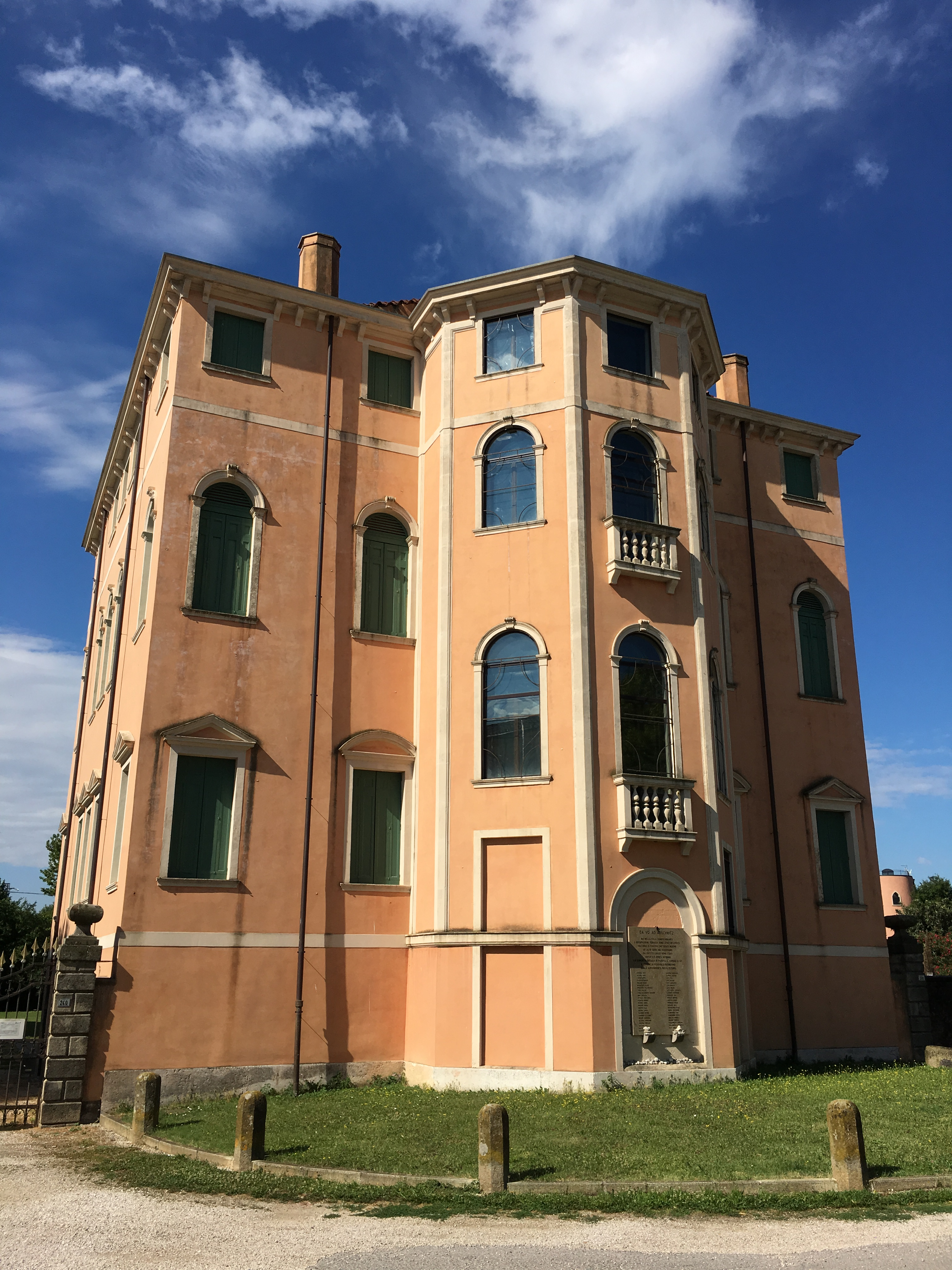
Villa Contarini Giovanelli Venier (Vo' Vecchio, Vo')

## Società

### Evoluzione demografica
Abitanti censiti

### Etnie e minoranze straniere
Al 31 dicembre 2023 gli stranieri residenti nel comune erano 148, ovvero il 4,55% della popolazione. Di seguito sono riportati i gruppi più consistenti:
- Romania 80
- Albania 18

## Economia

### Vitivinicoltura
Le numerose aziende vitivinicole di Vo' producono ottimi vini, tra cui molte etichette insignite di prestigiosi riconoscimenti e denominazioni certificate. Il Prosecco doc extra dry, annata 2022, della Cantina Colli Euganei di Vo’, è stato premiato con la Medaglia d’oro al recente Concorso mondiale dei vini effervescenti di Bruxelles. Si tratta di un importante riconoscimento che in questo caso pone il Prosecco prodotto dal vitigno di varietà Glera sui vigneti dei Colli Euganei alla pari, se non davanti, al più blasonato Prosecco di altre zone molto conosciute del Veneto, come le colline di Conegliano e Valdobbiadene e i Colli Asolani. Sempre dal Concorso mondiale di Bruxelles, è arrivato un altro importante premio per la Cantina di Vo’: la medaglia d’argento tra i rossi con la varietà Notte di Galileo 
Vo'  è inoltre inserito nel circuito Città del Vino e vi è stato aperto dal 16 maggio 2015  il MuVi, museo del vino Colli Euganei, che riesce a fare conoscere la vocazione vitivinicola del territorio euganeo e mostra attraverso il percorso didattico come nel corso dei secoli l’uomo abbia saputo sfruttare le caratteristiche naturali e plasmare il paesaggio per le proprie esigenze e di come questa attività abbia lasciato testimonianze nei documenti pubblici ma anche nello stile di vita delle persone, nei racconti e negli scritti di poeti e scrittori, nelle opere degli artisti.
La Festa regionale dell'Uva,  si tiene il terzo fine settimana di settembre.

### Trachite
A Zovon (frazione di Vo') sono ancora attive le cave di trachite la cui pietra dalle diverse colorazioni (grigio, azzurrino, verde o con striature di marrone), molto resistente all'azione disgregatrice degli agenti atmosferici, fu usata nell'antichità per colonne, pavimentazioni, gradinate, rivestimenti; ora viene usata spesso come elemento ornamentale.

## Amministrazione
| Periodo        | Periodo        | Primo cittadino      | Partito                       | Carica                   | Note    |
| -------------- | -------------- | -------------------- | ----------------------------- | ------------------------ | ------- |
| 5 luglio 1985  | 7 giugno 1990  | Renato Granzon       | Democrazia Cristiana          | Sindaco                  |         |
| 8 giugno 1990  | 6 ottobre 1992 | Giovanni Barbiero    | Democrazia Cristiana          | Sindaco                  | Dimesso |
| 7 ottobre 1992 | 23 aprile 1995 | Adriano Zattarin     | Democrazia Cristiana          | Sindaco facente funzioni |         |
| 24 aprile 1995 | 12 giugno 2004 | Nereo Toniolo        | lista civica di centro-destra | Sindaco                  |         |
| 13 giugno 2004 | 25 maggio 2014 | Giuliano Martini     | lista civica                  | Sindaco                  |         |
| 26 maggio 2014 | 26 maggio 2019 | Vanessa Trevisan     | lista civica                  | Sindaco                  |         |
| 27 maggio 2019 | 10 giugno 2024 | Giuliano Martini     | lista civica                  | Sindaco                  |         |
| 10 giugno 2024 | in carica      | Mauro Delluniversità | lista civica                  | Sindaco                  |         |